# Paracaryum carinatum
Paracaryum carinatum är en strävbladig växtart som beskrevs av Harald Harold Udo von Riedl. Paracaryum carinatum ingår i släktet Paracaryum och familjen strävbladiga växter. Inga underarter finns listade i Catalogue of Life.